# Pavonia sepioides
Pavonia sepioides är en malvaväxtart som beskrevs av P.A. Fryxell och A. Krapovickas. Pavonia sepioides ingår i släktet påfågelsmalvor, och familjen malvaväxter. Inga underarter finns listade i Catalogue of Life.